# アンリ・マイドゥ
アンリ・マイドゥ（Henri Maïdou, 1936年 - ）は、中央アフリカ帝国・中央アフリカ共和国の政治家。1978年7月14日から1979年9月26日まで首相を務めた。
1979年9月4日、マイドゥはジャン＝ベデル・ボカサの暴君的な支配に終止符を打つため、フランス政府関係者に手紙を書いた。それから三週間も経たぬうちに、フランスはバラクーダ作戦を実施し、ボカサ政権は打倒された。